# 시로토리정 (가가와현)
시로토리정(일본어: 白鳥町)은 일본 가가와현 오카와군에 있던 정이다. 

## 역사
- 1955년 7월 1일 - 오카와군 시로토리혼정, 고묘촌, 시로토리촌, 후쿠에촌이 신설합병해 시로토리정이 성립하였다.
- 1960년 4월 1일 - 정장이 제정되었다.
- 2003년 4월 1일 - 오카와군 히케타정 오치정과 합병해 히가시카가와시가 성립하였다. 동일 시로토리정은 폐지되었다.

## 참고 문헌
- 角川日本地名大辞典編纂委員会, 『角川日本地名大辞典 43 香川県』, 1985, 角川書店